# Dan et Danny : Flight 005 Conspiracy
Pour plus de détails, voir Fiche technique et Distribution.
Dan et Danny : Flight 005 Conspiracy (ダーティペア 謀略の005便, Dirty Pair: Bōryaku no 005-bin) est un OAV japonais réalisé par Toshifumi Takizawa, sorti en 1990.

## Synopsis
Kei et Yuri sont appelés pour résoudre le mystère d'un vaisseau spatial transportant des passagers disparu.

## Fiche technique
- Titre anglais : Dirty Pair: Flight 005 Conspiracy
- Titre original : ダーティペア 謀略の005便 (Dirty Pair: Bōryaku no 005-bin)
- Réalisateur : Toshifumi Takizawa
- Scénario : Yoshitake Suzuki et Haruka Takachiho
- Musique : Toru Okada
- Original création : Haruka Takachiho
- Directeur artistique : Ariaki Okada
- Directeur de l'animation : Tsukasa Dokite
- Design mécanique : Kazutaka Miyatake, Yasushi Ishizu
- Directeur de la photographie : Atsushi Okui
- Développeur : Fumiyuki Eda
- Directeur du son : Koichi Chiba
- Producteur : Eiji Sashida, Minoru Takanashi
- Société de production : Sunrise
- Pays d'origine : Japon
- Année de production : 1990
- Format : Couleurs - X - X - 35 mm
- Genre : science-fiction
- Durée : 55 minutes

## Distribution
- Kyо̄ko Tongū : Kei
- Saeko Shimazu : Yuri

## Commentaire
Édité par Dybex.